# グランド・ナイル・タワー・ホテル
グランド・ナイル・タワー・ホテル（Grand Nile Tower Hotel）は、エジプトローダ島に位置するホテル。ル・メリディアン・カイロ（Le Méridien Cairo）として建設された。

## 概要
ホテルがグランド・ハイアット・カイロ（Grand Hyatt Cairo）に改名された2003年、41階のタワーが追加された。ホテルは、714の客室があり、ショッピングモールや回転レストランを含んでいる。ホテルは、経営者との不定の契約による論争が発生したため、2011年3月20日からハイアット・チェーンから脱退し、現在は独立したホテルとして運営される。

## ギャラリー

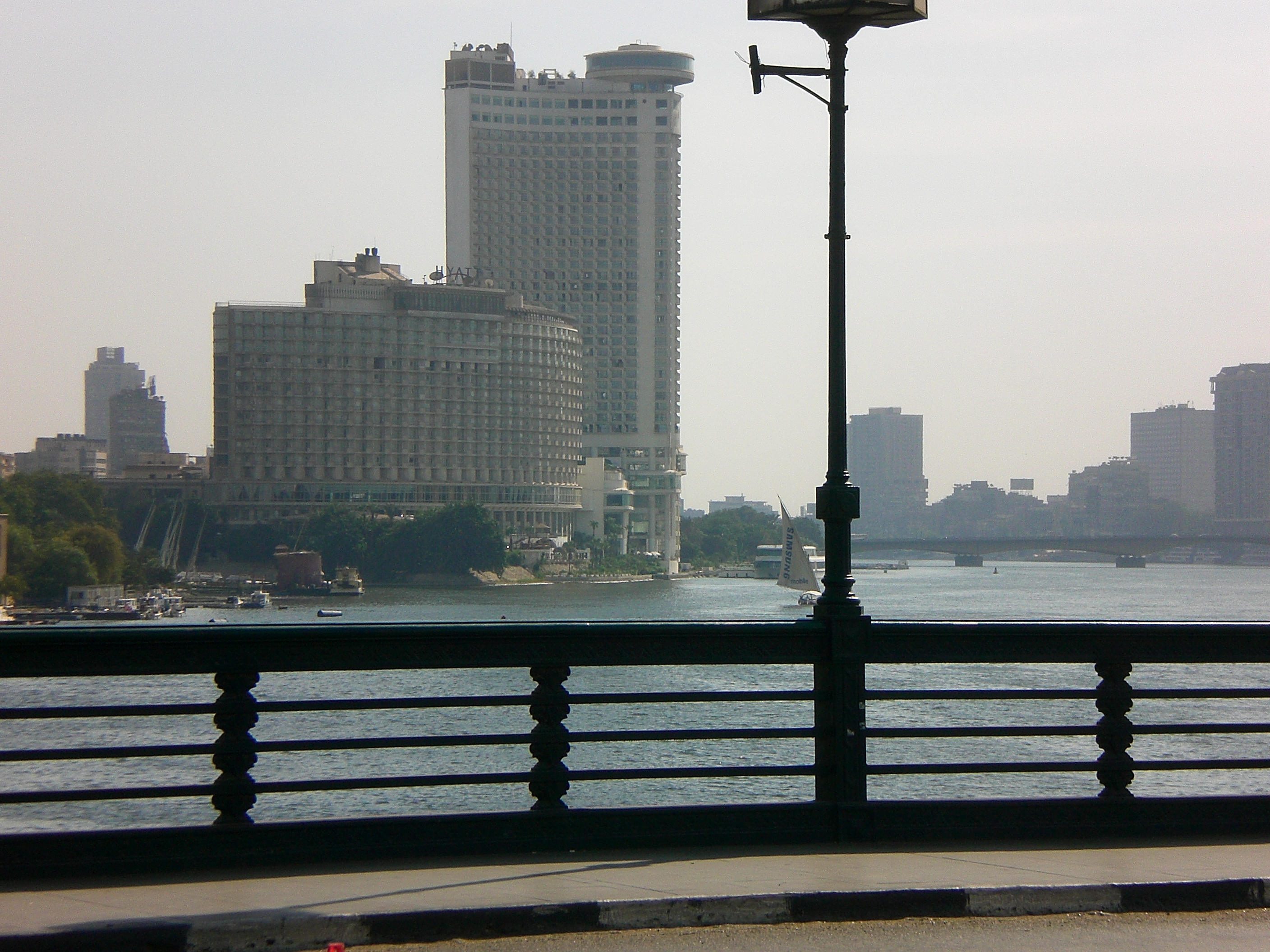